# Kabupaten Bintan
Kabupaten Bintan är ett kabupaten i Indonesien.   Det ligger i provinsen Kepulauan Riau, i den västra delen av landet, 800 km norr om huvudstaden Jakarta. Antalet invånare är 149 777.